# Twin Kiddies
Twin Kiddies is een Amerikaanse filmkomedie uit 1917 onder regie van Henry King.

## Verhaal
Behalve de oude huisknecht schijnt  niemand te houden van Fay, de verwende kleindochter van de rijke vrek William van Loan. In een mijnstadje dat wordt gecontroleerd door Van Loan woont de kleine Bessie, het moederloze kind van een mijnwerker. Wanneer de voedselprijzen bij de enige kruidenier in het stadje ineens worden verhoogd, breekt er een staking uit onder de arbeiders. Van Loan weigert in te gaan op hun eisen en doet een beroep op zwartwerkers. Terwijl er ginds geweld ontstaat, reist Van Loan samen met Fay naar het stadje. Fay sluit er vriendschap met Bessie en ze ruilen voor de grap van kleren. Doordat de meisjes als twee druppels water op elkaar lijken, neemt de gouvernante van Fay inderhaast het verkeerde kind met zich mee. Fay wordt ziek in de onbeschutte omgeving. Intussen brengt Bessie een radicale omwenteling teweeg in het huishouden van de familie Van Loan.

## Rolverdeling
| Acteur           | Personage                  |
| ---------------- | -------------------------- |
| Marie Osborne    | Bessie Hunt / Fay van Loan |
| Henry King       | Jasper Hunt                |
| Ruth Lackaye     | Mevrouw Flannigan          |
| Daniel Gilfether | William van Loan           |
| R. Henry Grey    | Baxter van Loan            |
| Loretta Beecker  | Beatrice van Loan          |
| Edward Jobson    | Spencer                    |
| Mignon Le Brun   | Gouvernante                |